# Calypso Heat Wave
Pour les articles homonymes, voir Calypso (homonymie).
Calypso Heat Wave est un film musical dramatique américain réalisé par Fred F. Sears et sorti en 1957.

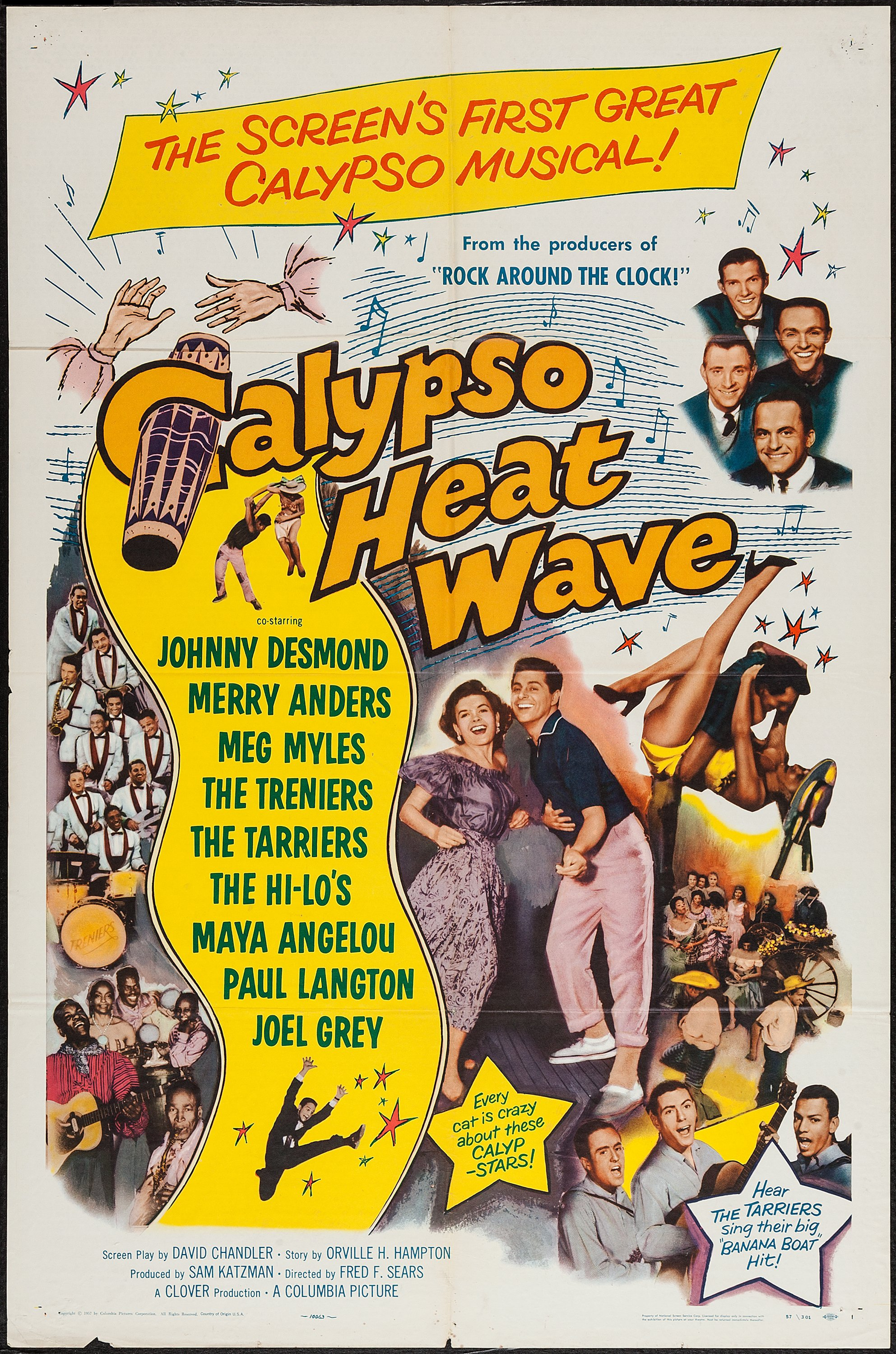
Affiche du film.

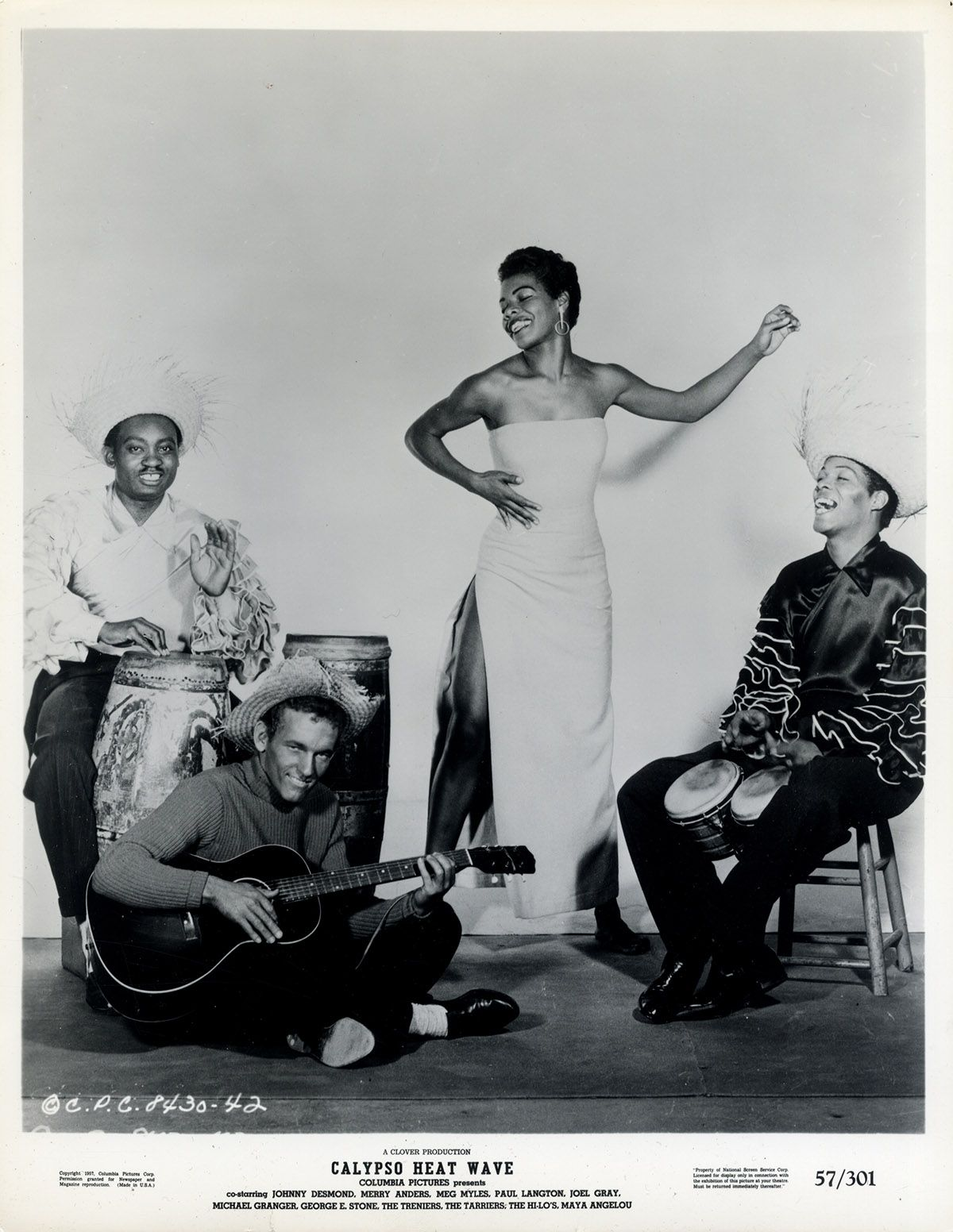
Maya Angelou, photo promotionnelle pour le film.

C'est une tentative du producteur Sam Katzman de reproduire le succès du film Rock around the Clock  dans le genre musical Calypso.

## Fiche technique
- Titre alternatif : Juke Box Jamboree[2].
- Réalisation : Fred F. Sears
- Scénario : David Chandler d'après une histoire d'Orville H. Hampton
- Producteur : Sam Katzman
- Photographie : Benjamin H. Kline
- Montage : Edwin H. Bryant, Anthony DiMarco
- Production : Clover Production
- Distributeur : Columbia Pictures
- durée : 85 minutes
- Date de sortie :
  - États-Unis : juin 1957

## Distribution
- Johnny Desmond (en) : Johnny Conroy
- Merry Anders : Marty Collins
- Meg Myles : Mona De Luce
- Paul Langton : Mack Adams
- Joel Grey : Alex Nash
- Michael Granger : Barney Pearl
- George E. Stone : Books
- The Treniers : The Treniers
- The Tarriers : The Tarriers
- The Hi-Los : The Hi-Los
- Maya Angelou : elle-même
- Dick Whittinghill : lui-même
- Darla Hood : Johnny's Duet Partner
- Pierce Lyden : Hi-Fi
- Gil Perkins : First Thug
- William Challee : Second Thug
- King Charles MacNiles : Mac Niles